# Jornada Mundial da Juventude de 1993
A V Jornada Mundial da Juventude (ou JMJ 1993) foi realizada entre 10 e 15 de agosto de 1993, em Denver, nos Estados Unidos. O número de peregrinos estimado foi entre 500.000 e 1.000.000 de pessoas.